# Brad Mika
Pas d'image ? Cliquez ici

a Compétitions nationales et continentales officielles uniquement.

b Matchs officiels uniquement.
Dernière mise à jour le 13 novembre 2021.
Bradley Moni Mika, dit Brad Mika, né le 2 juin 1981 à Auckland, en Nouvelle-Zélande, est un joueur de rugby à XV, évoluant au poste de deuxième ligne ou de troisième ligne centre (1,98 m, 123 kg). 

## Biographie
D'origine samoane, Mika est né à Auckland. Il est issu de la filière des écoles de rugby néo-zélandaises jouant d'abord avec St Peter's College ou il a fait ses études secondaires.
Mika a commencé sa carrière en 2000 sous les couleurs de sa province natale d'Auckland dans le National Provincial Championship. Mais ignoré par les Blues, la prestigieuse franchise du Super 12 de l'agglomération, il fait ses débuts dans la compétition en 2002 sous les couleurs des Crusaders, marquant son premier essai contre les Blues et remportant la compétition ! L'année suivante, il est enfin retenu par les Blues pour trois saisons, avant de revenir un an aux Crusaders, et enfin de signer avec les Hurricanes pour la saison 2007 de Super 14. Il est ensuite recruté par le CA Brive à l'été 2007.
Il compte trois sélections en équipe nationale, obtenues lors d'une tournée des All Blacks en Europe. Il les a toutes obtenues à l'âge de 21 ans, réussissant l'exploit de passer des moins de 21 ans aux All Blacks au cours de la même saison (2002). Il n'a plus jamais été reconvoqué depuis cette date.

## Parcours

### Équipe de Nouvelle-Zélande
- Moins de 16 ans
- Moins de 19 ans
- Moins de 21 ans
- 3 sélections avec les All Blacks, toutes à l'automne 2002. Il fait ses débuts contre l'Angleterre (en tant que remplaçant), avant d'affronter la France comme titulaire, puis le pays de Galles, encore comme remplaçant.

## Palmarès
- Champion du monde des moins de 19 ans : 1999
- Vainqueur du Super 12 : 2000
- Vainqueur du National Provincial Championship : 2002, 2003, 2005